# GTD Sports Cars
GTD Sports Cars war ein britischer Hersteller von Automobilen.

## Unternehmensgeschichte
Das Unternehmen aus Doncaster in der Grafschaft South Yorkshire wurde 1984 gegründet. Die Produktion von Automobilen und Kits begann. Der Markenname lautete GTD. 1985 endete die Produktion. Insgesamt entstanden etwa drei Exemplare.
Es gab keine Verbindung zur anderen britischen Automarke gleichen Namens, die von 1983 bis 2004 verwendet wurde.

## Fahrzeuge
Das einzige Modell war der 250 GTO. Es war die Nachbildung des Ferrari 250 GTO. Die Basis bildete der Datsun 240 Z. Die Coupé-Karosserie bot Platz für zwei Personen.